# Chelsea (Londen)
Chelsea is een wijk in het Londense bestuurlijke gebied Kensington and Chelsea, in de regio Groot-Londen. De wijk ligt aan de noordelijke oever van de Theems ten zuidwesten van het centrum van de grootstad en ten zuiden van Hyde Park. In Chelsea is de botanische tuin Chelsea Physic Garden te vinden. In deze wijk bevindt zich tevens het Koninklijk Hospitaal van Chelsea. Tegenover het hoofdgebouw van het Hospitaal wordt ook jaarlijks de Chelsea Flower Show gehouden.
De Londense voetbalclub Chelsea FC is vernoemd naar deze wijk, maar speelt haar thuiswedstrijden in het naastgelegen Fulham.

## Kunstenaarswijk
In de late middeleeuwen was Chelsea een klein dorpje aan de oever van de Theems, enige afstand verwijderd van het Londense centrum.  In de 16e eeuw vestigde Thomas More zich hier met zijn gezin op een uitgestrekt landgoed.
Chelsea kreeg in de 19e eeuw een reputatie als de boheemse wijk van Londen, het trefpunt van kunstenaars, radicalen, schilders en dichters. Weinig hiervan lijkt nu te overleven - de comfortabele pleinen langs King's Road zijn huizen voor onder andere investeringsbankiers en filmsterren. De Chelsea Arts Club bleef actief op zijn oorspronkelijke locatie, het Chelsea College of Art and Design, opgericht in 1895 als de Chelsea School of Art, verhuisde echter in 2005 van Manresa Road naar Pimlico.
De Chelsea Book Club, een boekhandel die ook tentoonstellingen en lezingen presenteerde, hield de eerste tentoonstelling van Afrikaanse kunst in Londen (beeldhouwkunst uit Ivoorkust en Congo) in 1920, en was de eerste boekhandel die Joyce's Ulysses in 1922 op voorraad had. De boekhandel werd evenwel in 1928 als gevolg van financiële problemen verkocht, en verbouwd tot een restaurant.
De reputatie stamt uit een periode in de 19e eeuw toen het een soort Victoriaanse kunstenaarskolonie werd: schilders als James Webb, Dante Gabriel Rossetti, J.M.W. Turner, James McNeill Whistler, William Holman Hunt en John Singer Sargent woonden en werkten hier allemaal. Er was een bijzonder grote concentratie van kunstenaars in het gebied rond Cheyne Walk en Cheyne Row, waar de prerafaëlitische beweging ontstond.
Chelsea was ook de thuisbasis van schrijvers als George Meredith, Algernon Charles Swinburne, Leigh Hunt en Thomas Carlyle. Jonathan Swift woonde in Church Lane, Richard Steele en Tobias Smollett in Monmouth House. Carlyle woonde 47 jaar in Cheyne Row. Na zijn dood werd het huis gekocht en omgevormd tot een heiligdom en literair museum door de Carlyle Memorial Trust, een groep gevormd door Leslie Stephen, vader van Virginia Woolf. Virginia Woolf speelt haar roman Night and Day uit 1919 af in Chelsea, waar Mrs. Hilbery een huis bezat aan Cheyne Walk.
Na de Tweede Wereldoorlog kreeg de wijk een vernieuwde swing, met Mary Quant die er in 1955 haar eerste modeboetiek opende en hippies die er zich in de jaren zestig vestigden. Brian Jones, Keith Richards en Mick Jagger leefden in een appartementencomplex in Chelsea.

## Geboren
- George Robert Gray (1808-1872), zoöloog en schrijver
- Elizabeth Gaskell (1810-1865), schrijfster
- George Smith (1840-1876), assyrioloog
- Edward Fox (1937), acteur
- Susannah York (1939-2011), actrice
- David Angelico Nicholas Gooden (1966), technoproducer, bekend als Dave Angel
- Antoine Semenyo (2000), voetballer

## Overleden
- Philip Miller (1691-1771), plantkundige
- William Turner (1775-1851), schilder
- Jack Hawkins (1910-1973), acteur
- Judy Garland (1922-1969), actrice
- Joan Sims (1930-2001), actrice
- Mick Karn (1958-2011), musicus
- Christopher Lee (1922-2015), acteur